# Comuna Hisarea, Plovdiv
Hisarea (în bulgară Хисаря) este o comună în regiunea Plovdiv, Bulgaria, formată din orașul Hisarea și satele Belovița, Cernicevo, Krasnovo, Krăstevici, Malo Krușevo, Mihilți, Mătenița, Novo Jelezare, Paniceri, Staro Jelezare și Starosel. 

## Demografie
Componența etnică a comunei Hisarea
     Romi (3,73%)
     Bulgari (89,42%)
     Nicio identificare (6,07%)
     Altele (0,98%)
La recensământul din 2011, populația comunei Hisarea era de 12.600 locuitori. Din punct de vedere etnic, majoritatea locuitorilor (89,42%) erau bulgari, cu o minoritate de romi (3,73%). Pentru 6,07% din locuitori nu este cunoscută apartenența etnică.